# 8557 Šaroun
(8557) Šaroun, denumire internațională (8557) Saroun, este un asteroid din centura principală de asteroizi.

## Descriere
8557 Šaroun este un asteroid din centura principală de asteroizi. A fost descoperit pe 23 iulie 1995 la Observatorul din Ondřejov de Lenka Šarounová. Asteroidul prezintă o orbită caracterizată de o semiaxă mare de 2,31 ua, o excentricitate de 0,14 și o înclinație de 7,0° în raport cu ecliptica.